# Rhode (Königslutter)
Rhode ist ein Ortsteil der Stadt Königslutter am Elm im Landkreis Helmstedt in Niedersachsen.

## Lage
Die Ortschaft liegt etwa 33 km östlich von Braunschweig, etwa 18 km südlich von Wolfsburg und 4 km nordöstlich der Anschlussstelle 59 der Bundesautobahn 2.

## Geschichte
Rhode wurde im 12. Jahrhundert erstmals urkundlich erwähnt. Die Kirche St. Lutgeri stammt aus der Zeit der Romanik. Im Zuge der Gebietsreform Niedersachsens wurde Rhode aus dem Landkreis Gifhorn ausgegliedert und am 1. März 1974 ein Ortsteil von Königslutter.

## Politik
Der Ortsrat von Rhode setzt sich aus fünf Ratsfrauen und Ratsherren zusammen.
|      | SPD | CDU | Gesamt  | Stand                              |
| 2016 | 4   | 1   | 5 Sitze | Kommunalwahl am 11. September 2016 |

## Ortsbild und Ortsentwicklung
Der ursprünglich als Haufendorf angelegte Ort, war bis in die zweite Hälfte des 20. Jahrhunderts ein landwirtschaftlich geprägtes Dorf, dessen wirtschaftliches Leben von einem herrschaftlichen Gutshof dominiert wurde.
Das 1890 erbaute Herrenhaus Haus Rhode wurde am 1. September 1969 von der Volkswagen AG als „Management-, Bildungs- und Kommunikationszentrum“ eröffnet, 1971 und 1978 durch Anbauten erweitert und 2022 wieder geschlossen. Der Fußball-Bundesligist VfL Wolfsburg nutzte Haus Rhode vor Heimspielen als Trainingslager.
In der Erwerbsstruktur hat die Landwirtschaft nur noch eine geringe Bedeutung. Heute gehen viele Bewohner des Ortes ihrem Erwerb in der nahegelegenen Industriestadt Wolfsburg nach oder im Oberzentrum Braunschweig.
Das zu Rhode gehörende Gut Bisdorf gehört seit 1742 zum Besitz der Grafen von der Schulenburg-Wolfsburg.